# Монак-Сен-Сіме
Монак-Сен-Сіме (фр. Mosnac-Saint-Simeux) — муніципалітет у Франції, у регіоні Нова Аквітанія, департамент Шаранта. Монак-Сен-Сіме утворено 1-1-2021 шляхом злиття муніципалітетів Монак i Сен-Сіме. Адміністративним центром муніципалітету є Монак. Населення — 985 осіб (01.01.2021).